# جان هاوارد دیویس
جان هاوارد دیویس (انگلیسی: John Howard Davies؛ ۹ مارس ۱۹۳۹ – ۲۲ اوت ۲۰۱۱) یک هنرپیشه و کارگردان اهل بریتانیا بود.
از فیلم‌ها یا برنامه‌های تلویزیونی که وی در آن نقش داشته است می‌توان به الیور توئیست و دانتون اشاره کرد.